# Jean d'Oisy
Jean d'Oisy, ook Jehan d'Oisy, Jan van Osy (Valencijn, 1310 - Brussel, 1377) was een Zuid-Nederlands architect (bouwmeester) actief in het begin van de 14e eeuw. Hoewel afkomstig uit het graafschap Henegouwen, stond hij mede aan de wieg van de Brabants gotische bouwkunst. Omstreeks 1340 werd hij bouwmeester van de graaf van Henegouwen. Hij was ook de leermeester van andere architecten, zoals onder meer Jacob van Tienen en diens jongere broer Hendrik van Tienen.
De volgende gebouwen zijn een greep uit zijn werk:
- Sint-Romboutskathedraal in Mechelen (vanaf 1335)
- Mogelijk de Sint-Martinusbasiliek in Halle (tussen 1341-1377)
- Onze-Lieve-Vrouw-ten-Poel Kerk in Tienen (tussen 1358 en 1375)